# Villalba de los Barros
Villalba de los Barros – gmina w Hiszpanii, w prowincji Badajoz, w Estramadurze, o powierzchni 90,84 km². W 2011 roku gmina liczyła 1614 mieszkańców.